# Блайи, Джошуа
Джо́шуа Ми́лтон Бла́йи (англ. Joshua Milton Blahyi, род. 30 сентября 1971), больше известный как «Генерал Голая Задница» (General Butt Naked) — бывший либерийский полевой командир, ставший известным во время первой гражданской войны 1989—1996 гг. по причине своей жестокости и эксцентричного поведения. Получил своё прозвище за то, что вёл отряды в бой совершенно голым (за исключением обуви). Во второй половине 1990-х годов Блайи раскаялся в своих преступлениях, совершённых во время войны, и принял решение стать пастором.
По словам Блайи, в 11 лет он принял участие в трёхдневном обряде инициации, включавшем в себя человеческое жертвоприношение, в результате чего ему пришло видение, из которого он узнал, что сможет стать великим воином, если будет приносить в жертву своих врагов и поедать их тела. Впоследствии старейшины племени кран избрали его верховным жрецом, после чего он смог стать духовным наставником при президенте Сэмюэле Доу. Во время Первой гражданской войны в Либерии отряд Блайи («Butt-Naked Brigade») воевал на стороне Доу и Рузвельта Джонсона против Чарльза Тейлора.
Отряд состоял в основном из детей и подростков и отличался крайней жестокостью даже по африканским меркам. По словам Блайи, перед боем они употребляли алкоголь, кокаин, а также практиковали человеческие жертвоприношения, в ходе которого убивали ребёнка, извлекали его сердце, делили его на части и ели. По их убеждениям, нагота в бою должна была дать им сверхспособности, в том числе невидимость и неуязвимость для пуль. Некоторые из них носили женскую одежду.
По утверждению Блайи, в 1996 году после 54-дневного поста ему пришло новое видение, в котором Иисус обратился к нему, как к сыну, и призвал раскаяться в своих грехах, чтобы избежать смерти. Решение стать священником Блайи принял в 1997 году в Гане, где он скрывался от возможной мести со стороны родственников людей, убитых его отрядом. По возвращении в Либерию, он стал главой «Церкви евангельского служения до конца света». На данный момент живёт в Либерии с женой (тоже проповедником) и четырьмя детьми. В своих проповедях мини-юбки и короткие платья называет "порождением дьявола. По его утверждениям, он раскаивается в своих поступках, но считает, что совершал их только из-за своей одержимости дьявольскими силами, а в возрасте от 11 до 25 лет он лично встречался с дьяволом, который заставлял его убивать людей и принимать участие в человеческих жертвоприношениях. Также заявил, что его отряд убил не меньше 20 тысяч человек, и выразил желание предстать перед Гаагским трибуналом.
По мотивам биографии Блайи в 2011 году был снят фильм «Искупление голозадого генерала» (The Redemption of General Butt Naked).